# Újezdec (Uherské Hradiště-i járás)
Újezdec település Csehországban, a Uherské Hradiště-i járásban. Újezdec Vážany, Ořechov, Medlovice, Hostějov, Stříbrnice és Syrovín településekkel határos. Lakosainak száma 257 fő (2024. január 1.).

## Népesség
A település lakosságának változását az alábbi diagram mutatja:
| Lakosok száma | 449  | 397  | 459  | 371  | 274  | 227  | 255  | 249  | 244  | 257  |
|               | 1869 | 1890 | 1921 | 1950 | 1980 | 2001 | 2017 | 2019 | 2022 | 2024 |